# Jorge Salvador
Jorge Salvador Carulla (Barcelona, abril de 1963) es un colaborador y productor de televisión español, conocido por ser el director del programa El hormiguero desde 2006.

## Carrera profesional
Su trayectoria radiofónica empezó en Antena 3 Radio como técnico en 1983.
En el año 1999 Jorge formó parte del equipo directivo que creó y puso en marcha el late night Crónicas marcianas de Telecinco, el formato que cambiaría el panorama televisivo nocturno de España. 
Tras el final de Crónicas Marcianas y con el nacimiento de (Cuatro), se puso al frente de la dirección junto a Amparo Miralles de Channel n.º 4, aunque dejó el cargo en la temporada 2007.
Desde 2006 es codirector junto a Pablo Motos del programa de televisión El hormiguero, tanto en Cuatro como en Antena 3. También ha sido productor de Tonterías las justas (Cuatro) y El infiltrado (Telecinco).
Asimismo, es director ejecutivo de la productora 7 y acción.de la que también es copropietario junto al presentador Pablo Motos.
Desde 2021 también es productor del programa El desafío.